# Långtidsutredning
Långtidsutredning (vanligen förkortad LU) är ett begrepp inom det svenska statliga utredningsväsendet. 
Sedan 1948 har 24 långtidsutredningar presenterats, från 2011 med fyra års mellanrum. Dessa utredningar beskriver framtida utmaningar för svensk ekonomi med syfte att ge underlag till utformningen av den ekonomiska politiken och att bidra till den ekonomisk-politiska debatten.
En viktig skillnad från alla andra statliga utredningar är att regeringen inte fastställer några direktiv för Långtidsutredningen. Detta innebär att en ny Långtidsutredning kan sjösättas av det ansvariga departementet utan den samlade regeringens formella godkännande, något som inte är möjligt med andra statliga utredningar.

## Betänkanden och bilagor
Långtidsutredningarna publiceras i form av ett huvudbetänkande och ett antal bilagor. Utredningarna benämns efter året när huvudbetänkandet blev färdigt, till exempel ”Långtidsutredningen 2023”, eller i förkortad form ”LU2023”. I något fall benämns utredningen med dubbla år, till exempel ”Långtidsutredningen 2003/2004”.
Huvudbetänkandet och bilagorna publiceras inom ramen för Statens offentliga utredningar (SOU) och varje publikation ges därför ett SOU-nummer. Till exempel är huvudbetänkandet för LU2019 utgiven som SOU 2019:65 medan de 8 olika bilagorna är utgivna som SOU 2019:61 (bilaga 1) , SOU 2019:57 (bilaga 2), SOU 2019:62 (bilaga 3) och så vidare. SOU-numren bestäms i takt med att bilagorna färdigställs och SOU-numren följer därför inte nödvändigtvis bilageordningen. Bilagor presenteras vanligen innan huvudbetänkandet och kan därför också ha ett annat publiceringsår än huvudbetänkandet (se till exempel Bilaga 1-4 till LU2011, gemensamt utgivna som SOU 2010:88).
En återkommande del av långtidsutredningen är en scenario-bilaga som innehåller bedömningar av den framtida utvecklingen för svensk ekonomi. Innehållet i dessa bilagor används av andra myndigheter, till exempel Trafikverket, som en grund för deras planering inför framtiden. Scenariorna kan vara olika långa och metoderna kan variera.  År 2015 presenterades till exempel scenariot i SOU 2015:106 Sveriges ekonomi – scenarier fram till år 2060, (bilaga 1 till LU2015) medan det år 2019 istället presenterades ett mer kortsiktigt scenario till och med 2035 i SOU 2019:61 (bilaga 1 till LU2019).  
Övriga bilagor och huvudbetänkandet innehåller oftast beskrivningar och forskningsöversikter av särskilda ekonomiska problem och utmaningar som är kopplade till huvudbetänkandets inriktning. År 2019 var huvudbetänkandet inriktat på inkomstojämlikhet och de olika bilagorna berörde därför bland annat kapitalinkomsternas fördelning (bilaga 3), ojämlikhet i skolan (bilaga 6) och relationen mellan teknisk utveckling och lönespridning (bilaga 7).

## Utredare
Långtidsutredningen utarbetas av tjänstemän inom Finansdepartementet.  Dessa författar huvudbetänkandet och beställer bilagor.  Vilka som arbetat med utredningen beskrivs i huvudbetänkandets förord. Bilagorna författas oftast av externa experter, vanligen samhällsvetenskapliga forskare verksamma vid svenska universitet eller högskolor. Som exempel författades bilagor till LU2019 av forskare verksamma vid bland annat Umeå universitet, Uppsala universitet, Stockholms universitet och IFAU. Bilagor författade av utländska experter förekommer också (se, t ex, bilaga 4 till LU2019, SOU 2019:54, av Torben M. Andersen vid Aarhus universitet).

## Historik
Som den första långtidsutredningen räknas SOU 1948:45 och därefter har ytterligare 23 långtidsutredningar publicerats fram till 2023 års upplaga.Uppgiften att leda utvecklingen av den första långtidsutredningen 1948 anförtroddes nationalekonomen Ingvar Svennilson från Industrins Utredningsinstitut, IUI (nuvarande Institutet för Näringslivsforskning).  De tidiga utredningarna var fokuserade på frågor som rör internationell handel och de olika näringsgrenarnas ekonomiska bärkraft. Den framtida produktivitetstillväxten är ett fenomen som även behandlats inom ramen för nyare långtidsutredningar. De tidigare utredningarna hade även inslag som påminner om planer för den ekonomiska politiken men över tiden har utredningarna på ett tydligare sätt frikopplats från den politiska processen. Sedan 1980-talet skickas till exempel utredningarna ut på remiss innan regeringen tar ställning till dem. Utredningens förslag och analyser brukar kommenteras av regeringen i samband med den ekonomiska vårpropositionen eller budgetpropositionen. Från och med 1978 anges det även som ett uttalat mål att utredningarna ska bidra till den ekonomisk-politiska diskussionen.
En slutsats i Långtidsutredningen 2023 är att finanspolitiken bör ta ett större ansvar för att dämpa framtida konjunktursvängningar. Detta bl.a. genom att det finanspolitiska ramverket kompletteras med ett ramverk för finanspolitisk konjunkturstabilisering. Fram till nu har penningpolitiken haft det huvudsakliga ansvaret. I LU 2023 beskrivs hur denna skarpa uppdelning började ifrågasättas i samband med den globala finanskrisen och hur denna diskussion tilltog efter pandemin.

## Olika långtidsutredningar[5][1][2]
| År        | SOU-benämning | Titel                                                                                     | Tryckeri/förlag |
| --------- | ------------- | ----------------------------------------------------------------------------------------- | --- |
| 1948      | SOU 1948:45   | Svenskt långtidsprogram 1947-1952/52                                                      | K.L. Beckmans boktryckeri |
| 1950      | SOU 1951:30   | Ekonomiskt långtidsprogram 1951-1955, 1950 års långtidsutredning                          | Isaac Marcus Boktryckeri-aktiebolag |
| 1955      | SOU 1956:53   | Balanserad expansion, Betänkande avgivet av 1955 års långtidsutredning                    | Isaac Marcus Boktryckeri-aktiebolag |
| 1959      | SOU 1962:10   | Svensk ekonomi 1960-1965, Betänkande av 1959 års långtidsutredning                        | Iduns Tryckeriaktiebolag Esselte AB |
| 1965      | SOU 1966:1    | Svensk ekonomi 1966-1970 med utblick mot 1980, 1965 års långtidsutredning huvudrapport    | Iduns Tryckeriaktiebolag Esselte AB |
| 1968      | SOU 1968:24   | Avstämning av 1965 års långtidsutredning, Sammanfattning av huvudresultaten jämte bilagor | Esselte AB |
| 1970      | SOU 1970:71   | Svensk ekonomi 1971-1975 med utblick mot 1990, 1970 års långtidsutredning huvudrapport    | Esselte Tryck |
| 1973      | SOU 1973:21   | Svensk ekonomi fram till 1977, 1970 års långtidsutredning avstämd och framskriven         | K L Beckmans Tryckerier AB |
| 1975      | SOU 1975:89   | Långtidsutredningen 1975, LU75, huvudrapport. Stockholm                                   | Göteborgs Offsettryckeri AB |
| 1978      | SOU 1978:78   | Långtidsutredningen 1978                                                                  | Gotab |
| 1980      | SOU 1980:52   | Långtidsutredningen 1980, LU80, huvudrapport                                              | Gotab |
| 1982      | SOU 1982:14   | Tillväxt eller stagnation, Avstämning av 1980 års långtidsutredning                       | Jernström Offsettryck AB |
| 1984      | SOU 1984:4    | LU84, Långtidsutredningen huvudrapport                                                    | Liber Allmänna Förlaget |
| 1987      | SOU 1987:3    | Långtidsutredningen 1987                                                                  | Norstedts Tryckeri |
| 1990      | SOU 1990:14   | Långtidsutredningen 1990                                                                  | Allmänna förlaget |
| 1992      | SOU 1992:19   | LU92, Långtidsutredningen 1992                                                            | Norstedts Tryckeri |
| 1995      | SOU 1995:4    | Långtidsutredningen 1995                                                                  | Norstedts Tryckeri |
| 1999/2000 | SOU 2000:7    | Långtidsutredningen 1999/2000                                                             | ”Långtidsutredningen 1999/2000”. https://www.regeringen.se/rattsliga-dokument/statens-offentliga-utredningar/2000/01/sou-20007/. Läst 11 juni 2025. |
| 2003/2004 | SOU 2004:19   | Långtidsutredningen 2003/2004                                                             | ”Långtidsutredningen 2003/04”. https://www.regeringen.se/rattsliga-dokument/statens-offentliga-utredningar/2004/03/sou-200419/. Läst 11 juni 2025.  |
| 2008      | SOU 2008:105  | Långtidsutredningen 2008                                                                  | ”Långtidsutredningen 2008”. https://www.regeringen.se/rattsliga-dokument/statens-offentliga-utredningar/2008/11/sou-2008105/. Läst 11 juni 2025.    |
| 2011      | SOU 2011:11   | Långtidsutredningen 2011, huvudbetänkande                                                 | ”Långtidsutredningen 2011”. https://www.regeringen.se/rattsliga-dokument/statens-offentliga-utredningar/2011/02/sou-201111/. Läst 11 juni 2025.     |
| 2015      | SOU 2015:104  | Långtidsutredningen 2015, huvudbetänkande                                                 | ”Långtidsutredningen 2015”. https://www.regeringen.se/rattsliga-dokument/statens-offentliga-utredningar/2015/12/sou-2015104/. Läst 11 juni 2025.    |
| 2019      | SOU 2019:65   | Långtidsutredningen 2019, huvudbetänkande                                                 | ”Långtidsutredningen 2019”. https://www.regeringen.se/rattsliga-dokument/statens-offentliga-utredningar/2019/12/sou-201965/. Läst 11 juni 2025.     |
| 2023      | SOU 2023:85   | Långtidsutredningen 2023 - Finanspolitisk konjunkturstabilisering                         | ”Långtidsutredningen 2023”. https://www.regeringen.se/rattsliga-dokument/statens-offentliga-utredningar/2023/12/sou-202385/. Läst 11 juni 2025.     |